# Edouard-Jean Gilbert
Edouard-Jean Gilbert (ur. 1888, zm. 1954) – francuski mykolog.
Znany jest głównie z prac o grzybach z rodziny muchomorowatych (Amanitaceae). W 1919 r. napisał pracę o muchomorach (Amanita), a w 1941 r, ich monografię. Opisał nowe gatunki grzybów. Przy utworzonych przez niego taksonach dodawany jest skrót jego nazwiska E.-J. Gilbert.